# Ateritz

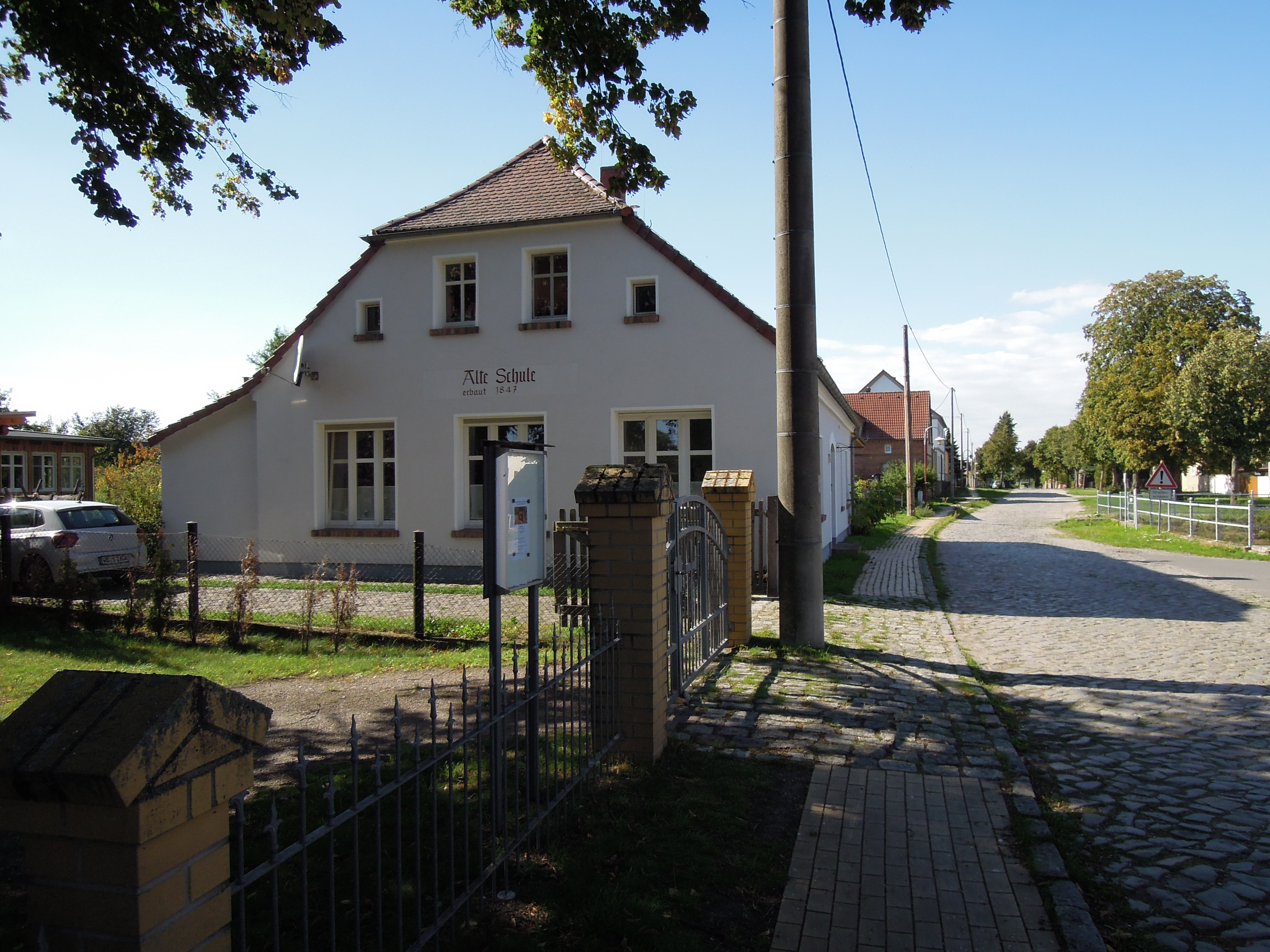
Alte Schule in Gommlo

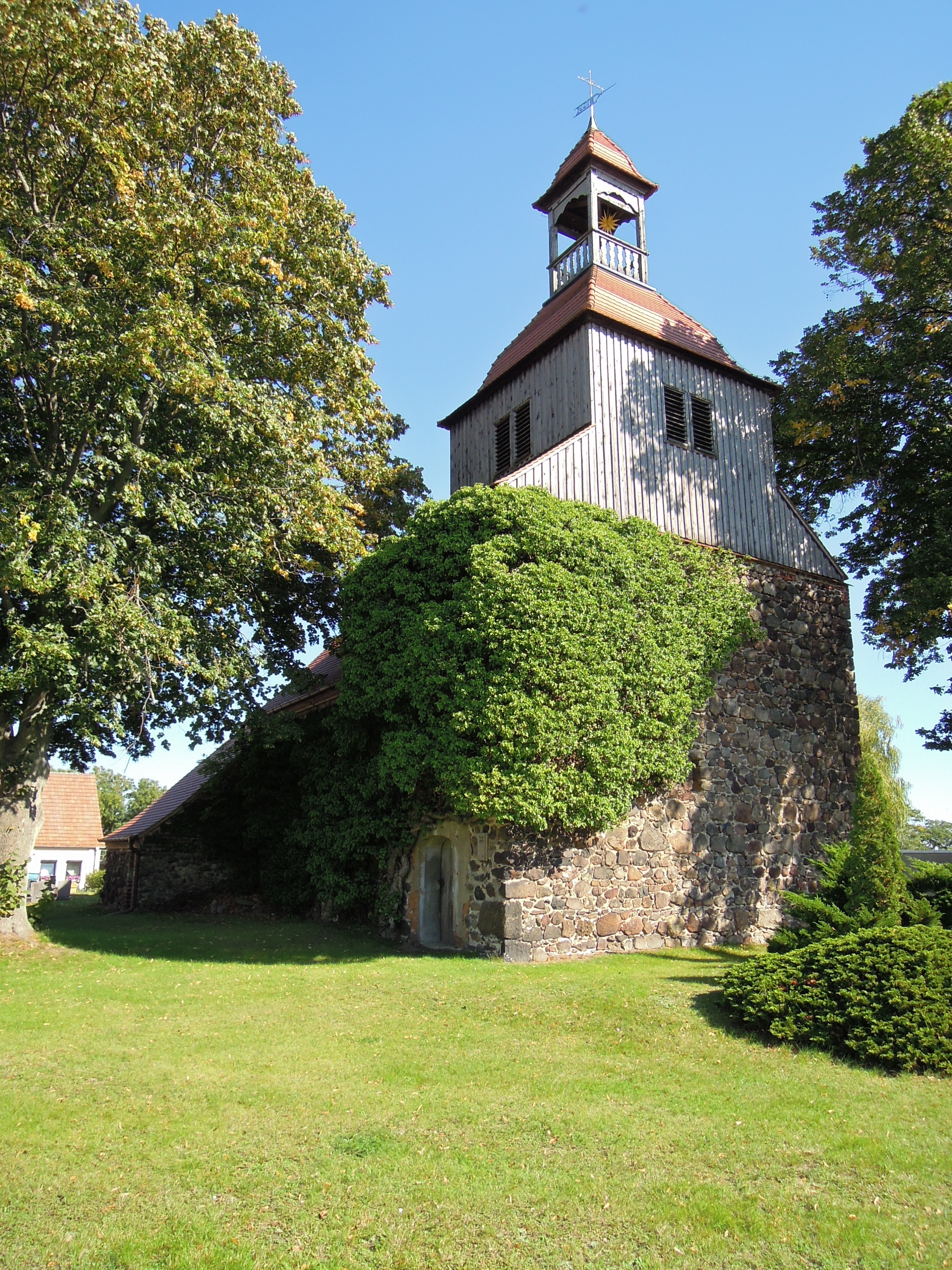
Kirche in Gommlo

Ateritz ist ein Ortsteil der Stadt Kemberg im Landkreis Wittenberg in Sachsen-Anhalt (Deutschland).

## Geographie
Ateritz liegt ca. 15 km südlich von Lutherstadt Wittenberg am Rande des Naturpark Dübener Heide. Als Ortsteile der ehemaligen Gemeinde waren Gommlo und Lubast ausgewiesen.

## Geschichte
Am 1. Juli 1950 wurden die bis dahin eigenständigen Gemeinden Gommlo und Lubast eingegliedert.
Am 1. Januar 2006 erfolgte die Eingemeindung nach Kemberg. Als ehrenamtlicher Bürgermeister wirkte Alfred Strube von 1994 bis 2005. Eine frühere Schreibweise des Ortsnamens lautete Aderitz.

### Bauwerke
Die romanische Feldsteinkirche wurde um 1200 erbaut, im Dreißigjährigen Krieg zerstört, beim Wiederaufbau erhielt sie einen Renaissanceturm. Sie befindet sich in dem Ortsteil Gommlo.

## Wirtschaft und Infrastruktur
Ateritz liegt an der Kreisstraße K 2414, die die Bundesstraße 2 (Lutherstadt Wittenberg–Bad Düben) mit Gommlo verbindet. Die Entfernung vom Ortskern Ateritz bis zur B 2 beträgt etwa 1 km.